# 飛球型投手
飛球型投手（英語：Flyball Pitcher），是棒球運動中以讓打者擊出飛球被野手接殺製造出局數的投手。

## 定義
這是來自美國棒球界的量化分析分類，以滾飛比來推算，推判一位投手在是滾地球型投手（Groundball Pitcher）或飛球型投手，飛球型投手是以滾飛比小於0.93的投手。
滾飛比 = 滾地球/飛球

## 特色
這種投手的通常勇於與打者拼球，或是球路特性使打者喜歡揮大棒來面對該投手的球路，使打者容易擊出飛球被野手接殺，優點是這種投手擅於製造吊球而奪三振的能力較強，也較不容易造成隊友的守備失誤，但缺點是在記錄上的被長打率會偏高，也就是容易被擊出長打。理論上，這種類型的投手以威力型的投手為主，但事實上，也有不少控球型的投手屬於飛球型投手。如美國職棒大聯盟的尤漢·山塔納（Johan Santana）、史考特·卡茲米爾（Scott Kazmir）。

## 原因
相較於滾球型投手都是投二縫線的伸卡球（sinker），由於飛球型投手都是投四縫線的速球（fastball），球到本壘會上竄，當打者反應不及，通常會打到球的下緣，變成高飛球，如果球再犀利點，讓打者連球皮都碰不到，自然容易被三振，所以飛球型選手同時也經常是三振型選手。